# Střečkovití
Střečkovití (lidově střečci) jsou čeledí dvoukřídlého hmyzu, jehož larvy žijí parazitickým způsobem života. Jde o velké mouchy podobnė včele. Jejich larvy prodělávají vývoj v podkoží, nosních dutinách a hltanu přežvýkavců, případně koní, hlodavců a zajícovců nebo v trávicím ústrojí lichokopytníků. Zatímco larvy střečků vyvolávají onemocnění zvířat (střečkovitost), dospělé mouchy jsou neškodné, mají zakrnělé ústní ústrojí, které jim dovoluje jen sání rostlinných šťáv; brzy hynou.

## Morfologie, biologie a vývoj

### Podkožní střečci

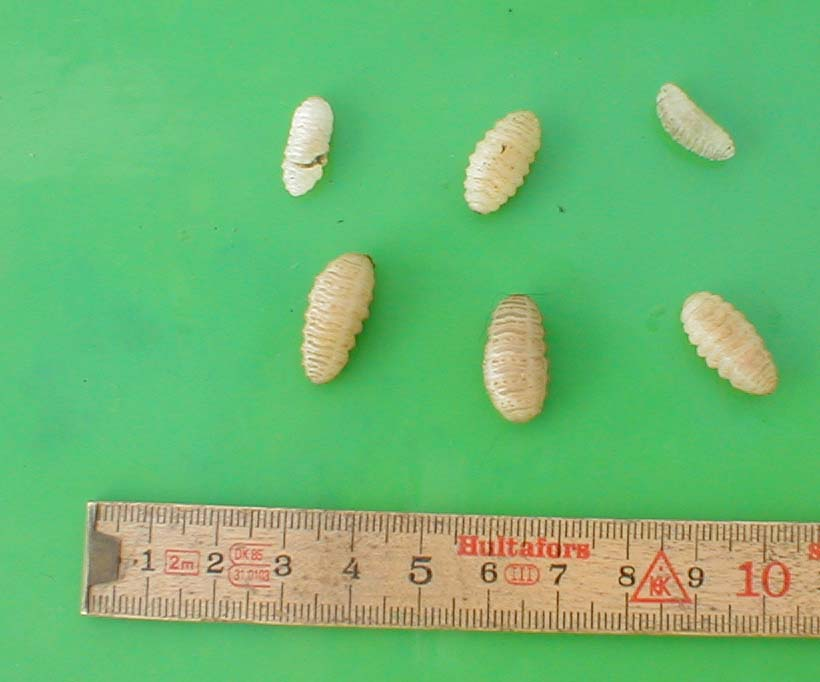
Larvy střečka hovězího Hypoderma bovis

Dospělí jedinci jsou mohutné mouchy o velikosti mezi 11–16 mm. Tělo mají pokryté hustými chloupky. Jednotlivé druhy se liší odlišným zbarvením chloupků na hrudi a zadečku a dále velikostí. Rovněž nohy jsou silně ochlupené. Na zadečku mají samičky teleskopicky vysunovatelné kladélko.
Dospělé a oplozené samičky střečků Hypoderma bovis nalétávají na pasoucí se zvířata za teplých a slunných dnů od května do srpna. Samičky si sedají na srst zvířat a kladou vajíčka 400–800 na spodní části těla (břicho, nohy a slabiny). Skot je vysoce citlivý na vysokou frekvenci zvuku H. bovis, plaší se a prchá, mluvíme o tzv. střečkování. Přitom střečci zpravidla trvale pronásledují plašící se kusy. Z vajíček lpějících pevně na srsti se během 3–5 dnů líhnou larvy I. instaru. Pomocí ústních háčků a enzymů pronikají larvy pod kůži a postupně migrují podkožím dorsálním směrem (k páteři). Migrace larev I. instaru trvá 5–7 měsíců. Mohou vnikat i do páteřního kanálu, kde se usazují přes zimu. Koncem zimy a začátkem jara se larvy dostávají z páteřního kanálu do podkoží v oblasti hřbetu a bederní krajiny, kde dozrávají a vytvářejí typické tzv. střečkové boule. Larvy se zde dvakrát svlékají až do larev III. instaru, které dosahují velikosti až 30 mm. Vyzrálé larvy III. instaru pomocí enzymů narušují kůži, aktivně opouštějí hostitele a vypadávají na zem, kde ihned kuklí na půdě. Po 40–60 dnech se z kukel na půdě líhnou dospělé mouchy, které mají zakrnělé ústní ústrojí, ale stále mohou sát tekutiny, spíše však tráví zásoby získané během larválního vývoje. Ihned se v teplých dnech shromažďují a páří se. Celý vývoj trvá tedy jeden rok. U druhu H.lineatum přečkávají larvy zimu v jícnu hostitele. H. diana a H. acteon migrují do páteře zcela výjimečně. Larvy jsou v podkoží na hřbetu.

### Nosní a hltanoví střečci
Dospělé mouchy jsou zavalitého těla o velikosti 10–17 mm a jsou pokryté jemnými hustými chloupky, které jim dávají podobu čmeláků. Jednoduché a složené oči jsou vyvinuty. Kladélko samiček je krátké a nevysunovatelné. Samičky nekladou vajíčka nýbrž již živé larvy. Všechna stádia larev mají ústní háčky a navíc na zadních článcích mají trny, které slouží k pevné fixaci na sliznici a brání jejich vyfrkání hostitelem. Oplozené samičky nalétávají na ovce či zvěř za teplých, slunných dnů na vyvýšených místech od května do června. Samička se přiblíží k nozdrám hostitele a za letu vystřikuje kladélkem shluky larev (30–40 larev) v kapce do nozder nebo do okolí. Larvy I. instaru (velikost 1 mm) se ihned pomocí háčků a trnů migrují do nosních dutin hostitele, kde se usazují a přečkávají zimu. Koncem zimy a začátkem jara se postupně přeměňují na larvy II. a III. instaru a zvětšují svou velikost. Larvy se mohou dostat do bočních nosních dutin, hltanu a hlavových dutin a poškodit i obaly mozkové. Larvy se živí hlenem, který je produkován podrážděnou sliznicí. Na jaře jsou zralé larvy III. instaru vyfrkovány a vykašlány ven, kde se ihned kuklí na půdě. Po 3 týdnech až 2 měsících se líhnou dospělé mouchy.

## Přehled druhů a jejich hostitelů

### Podkožní střečci
- Hypoderma bovis – skot
- Hypoderma lineatum – skot
- Hypoderma diana – srnec, méně jelen, daněk, muflon
- Hypoderma acteon – jelen
- Oestromyia leporinus – hlodavci, zajícovci
- Oestromyia leporina – hlodavci

### Střečci nosní a hltanoví
- Oestrus ovis – ovce, koza, muflon, kamzík, antilopa
- Cephenemyia stimulator – srnec
- Cephenemyia auribarbis – jelen, vzácně i daněk
- Pharyngomyia picta – jelen, srnec, méně daněk
- Rhinoestrus purpureus – koňovití

### Střečci žaludeční
- Gasterophilus intestinalis
- Gasterophilus hemorhoidalis
- Gasterophilus inermis
- Gasterophilus pecorum

- všechny druhy rodu Gasterophilus parazitují u koňovitých